# Visita

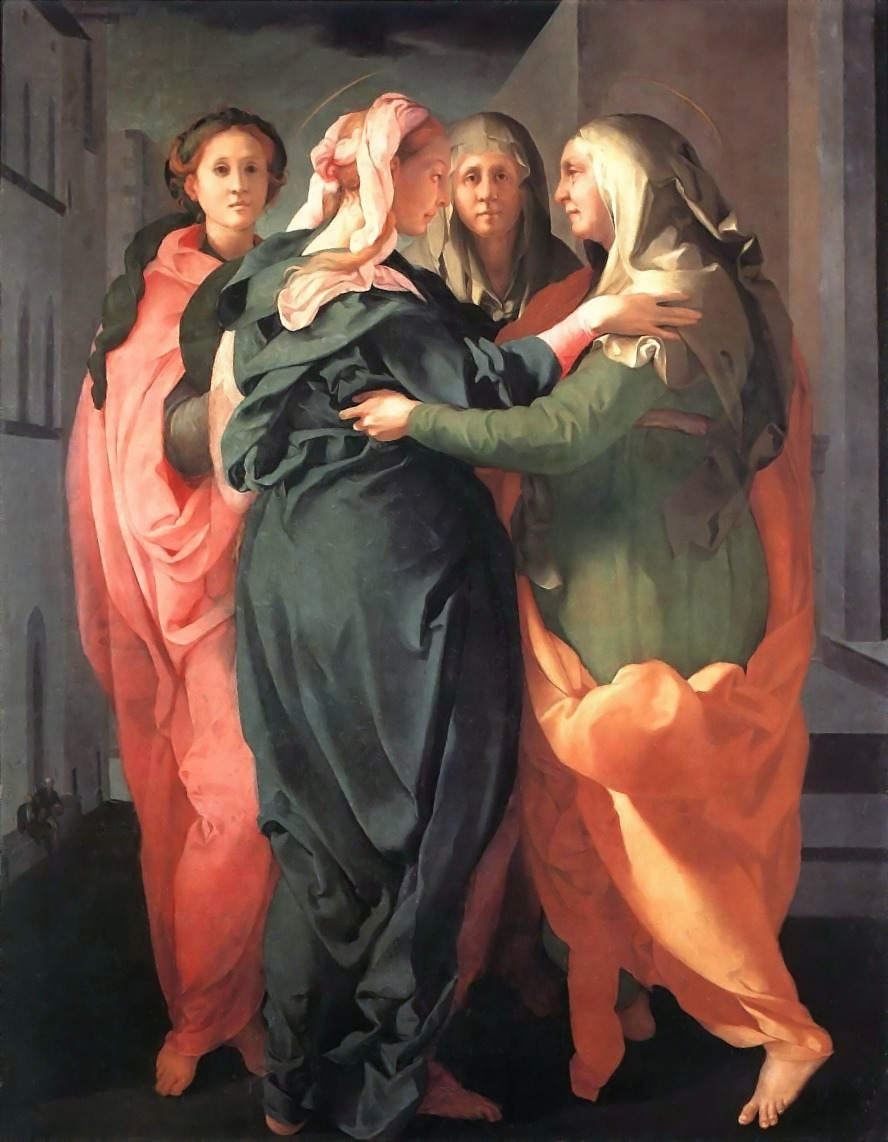
Visita de la Virgen María a su prima Isabel, Jacomo Pontormo

Se llama visita a la acción de cortesía que se realiza yendo a casa de un familiar, amigo o conocido por amistad, atención, conversación o consuelo por periodos de tiempo cortos. Así  mismo nos referimos con la palabra "visita" a la permanencia, estadía o duración en un lugar específico por periodos cortos, es decir, lo que caracteriza a la visita como tal es el tiempo de permanencia en un sitio ajeno a nuestro lugar de convivencia diaria.

## Descripción
Cuando se realiza una visita se deben observar unas mínimas normas de protocolo. La visita debe anunciarse con la debida antelación y nunca presentarse de improviso. Se aconseja que el anfitrión obsequie a los visitantes con una bebida o un pequeño tentempié (picoteo) aunque no es necesario invitarlos a comer. No es necesario que los visitantes lleven un regalo.
Algunas ocasiones propicias para realizar una visita son:
- Para acompañar a un convaleciente en su casa.
- Por el nacimiento de un niño. En este caso sí es recomendable llevar un regalo para el recién nacido.
- Para dar el pésame y acompañar a una familia en caso de fallecimiento de uno de sus miembros.

Se deben evitar horarios comprometidos (como la primera hora de la mañana, el momento del almuerzo, o a última hora de la tarde (antes de la cena). Hay que ser extremadamente prudente al hacerse acompañar por niños o mascotas, siendo preferible no llevarlos en caso de duda sobre la preferencia de los anfitriones.
Las visitas no deben durar demasiado tiempo.

### Visitador
En términos jurídicos, la visita fue uno de los tres procedimientos de fiscalización de la Administración Pública empleados por la Corona de España. Los otros dos eran la pesquisa (la investigación de una posible infracción de las leyes bien por un funcionario, bien de un particular) y la residencia (la evaluación del desempeño de un funcionario al cesar en un puesto determinado). La visita consistía en la investigación de la aplicación de la ley en distintos aspectos: comerciales, tributarios, eclesiásticos o judiciales. Existían dos tipos: la visita particular, que trataba únicamente uno de los aspectos señalados, y la general, que abarcaba varios de ellos. La primera surgió en 1345 y la segunda la instauró Carlos I en 1515. Las instrucciones y poderes del encargado de realizar la visita, el visitador, variaban enormemente de unos casos a otros y de la visita podían surgir otras investigaciones, como pesquisas de funcionarios determinados.
En la época colonial hispánica, en América, el visitador de tierras era un individuo investido de autoridad, cuya labor era la de inspeccionar y revisar la conducta de las autoridades. Generalmente los visitadores eran enviados cuando ocurrían alborotos graves que alteraban la tranquilidad y el orden públicos, cuando había sospecha de malos manejos financieros, o cuando estaba en peligro la fidelidad del país.
Un visitador reconocido fue el español Ginés de Lillo (1566-1630), quien trabajó en Chile.
Esta figura administrativa colonial fue una de las inspiraciones de la novela El visitador, escrita en 1868 por el escritor guatemalteco Salomé Jil (seudónimo de José Milla y Vidaurre, 1822-1882).

### Visita (iglesia o localidad)
También, especialmente durante la época colonial hispana en América, se le llamaban visita a iglesias o capillas subordinadas a una parroquia o bajo la guardianía, priorato o jurisdicción de un convento; estas iglesias o capillas serían visitados por clérigos o frailes no residentes en la localidad en que se encontraban. Un ejemplo de este uso es la Visita de San Juan Bautista Londó, subordinada a la Misión de Nuestra Señora de Loreto Conchó. También se le decían visitas o pueblo de visita a las mismas localidades bajo la jurisdicción de un clérigo o fraile que no tenían un eclesiástico residente permanente.